# Лази-Туропольські
Лази-Туропольські (хорв. Lazi Turopoljski) — населений пункт у Хорватії, у Загребській жупанії у складі міста Велика Гориця.

## Населення
Населення за даними перепису 2011 року становило 57 осіб.
Динаміка чисельності населення поселення:

## Клімат
Середня річна температура становить 10,75 °C, середня максимальна – 25,56 °C, а середня мінімальна – -6,49 °C. Середня річна кількість опадів – 858 мм.
| Клімат поселення                              | Клімат поселення | Клімат поселення | Клімат поселення | Клімат поселення | Клімат поселення | Клімат поселення | Клімат поселення | Клімат поселення | Клімат поселення | Клімат поселення | Клімат поселення | Клімат поселення | Клімат поселення |
| Показник                                      | Січ.             | Лют.             | Бер.             | Квіт.            | Трав.            | Черв.            | Лип.             | Серп.            | Вер.             | Жовт.            | Лист.            | Груд.            |                  |
| Середній максимум, °C                         | 6,20             | 8,40             | 12,99            | 17,60            | 22,50            | 25,56            | 24,82            | 24,00            | 20,11            | 14,83            | 9,11             | 5,06             |                  |
| Середня температура, °C                       | −0,15            | 2,08             | 6,64             | 11,21            | 16,15            | 19,21            | 20,81            | 19,98            | 16,10            | 10,84            | 5,10             | 1,05             |                  |
| Середній мінімум, °C                          | −6,49            | −4,29            | 0,28             | 4,88             | 9,79             | 12,84            | 16,80            | 15,98            | 12,10            | 6,83             | 1,09             | −2,96            |                  |
| Норма опадів, мм                              | 51               | 48               | 56               | 66               | 74               | 91               | 77               | 85               | 80               | 82               | 86               | 62               |                  |
| Середньомісячна швидкість вітру, м/с          | 1.80             | 2.00             | 2.40             | 2.30             | 2.10             | 1.90             | 1.90             | 1.70             | 1.70             | 1.73             | 1.80             | 1.80             |                  |
| Середньомісячна сонячна радіація, кДж/м²·день | 4111             | 6865             | 10550            | 15030            | 19219            | 21121            | 22092            | 19409            | 14232            | 8759             | 4532             | 3346             |                  |
| --------------------------------------------- | ---------------- | ---------------- | ---------------- | ---------------- | ---------------- | ---------------- | ---------------- | ---------------- | ---------------- | ---------------- | ---------------- | ---------------- | ---------------- |
| Джерело:                                      |                  |                  |                  |                  |                  |                  |                  |                  |                  |                  |                  |                  |                  |